# Eupithecia sardoa
Eupithecia sardoa är en fjärilsart som beskrevs av Karl Dietze 1913. Eupithecia sardoa ingår i släktet Eupithecia och familjen mätare. Inga underarter finns listade i Catalogue of Life.